# Аджи-Асан
Аджи́-Аса́н (укр. Аджи-Гасан, крымскотат. Acı Asan, Аджы Асан) — исчезнувшее село в Черноморском районе Республики Крым, располагавшееся на северо-востоке района, в степной части Крыма, примерно в 4,2 километрах почти к западу от современного села Низовка.

## История
Идентифицировать Аджи-Гасан (или Гасан-Гджи) среди зачастую сильно искажённых названий деревень Мангытского кадылыка Козловскаго каймаканства в Камеральном Описании Крыма… 1784 года пока не удалось. После присоединения Крыма к России (8) 19 апреля 1783 года, (8) 19 февраля 1784 года, именным указом Екатерины II сенату, на территории бывшего Крымского ханства была образована Таврическая область и деревня была приписана к Евпаторийскому уезду. После павловских реформ, с 1796 по 1802 год входила в Акмечетский уезд Новороссийской губернии. По новому административному делению, после создания 8 (20) октября 1802 года Таврической губернии, Аджи-Асан был включён в состав Яшпетской волости Евпаторийского уезда.
По Ведомости о волостях и селениях, в Евпаторийском уезде с показанием числа дворов и душ… от 19 апреля 1806 года, в деревне Аджи-Гасан числилось 2 двора и 9 жителей крымских татар. На военно-топографической карте генерал-майора Мухина 1817 года деревня Ассан также обозначена с 2 дворами. После реформы волостного деления 1829 года Аджи Асан, согласно «Ведомости о казённых волостях Таврической губернии 1829 года», остался в составе Яшпекской волости. Затем, видимо, вследствие эмиграции крымских татар в Турцию, деревня опустела, и на картах 1836 и 1842 года обозначены развалины деревни Гаджи-Гасан, как и на трёхверстовой карте 1865—1876 года.
Вновь, в доступных источниках, деревня Аджи-Ассан встречается в Статистическом справочнике Таврической губернии 1915 года, согласно которому в деревне Аджи-Ассан Донузлавской волости Евпаторийского уезда числилось 4 двора со смешанным населением (все дворы с землёй) в количестве 30 человек приписного населения и 40 — «постороннего», из которых 52 мужчины и 25 женщин. Жители владели 793 десятинами удобной земли. В хозяйствах имелось 28 лошадей, 89 волов, 10 коров и 120 голов мелкого скота.
После установления в Крыму Советской власти, по постановлению Крымревкома от 8 января 1921 года № 206 «Об изменении административных границ» была упразднена волостная система и образован Евпаторийский уезд, в котором создан Ак-Мечетский район и село вошло в его состав, а в 1922 году уезды получили название округов. 11 октября 1923 года, согласно постановлению ВЦИК, в административное деление Крымской АССР были внесены изменения, в результате которых округа были отменены, Ак-Мечетский район упразднён и село вошло в состав Евпаторийского района. Согласно Списку населённых пунктов Крымской АССР по Всесоюзной переписи 17 декабря 1926 года, в хуторе Аджи-Асан, Керлеутского сельсовета Евпаторийского района, числилось 11 дворов, из них 8 крестьянских, население составляло 35 человек, из них 32 русских, 2 украинца, 1 немец. Согласно постановлению КрымЦИКа от 30 октября 1930 года «О реорганизации сети районов Крымской АССР» был восстановлен Ак-Мечетский район (по другим данным, 15 сентября 1931 года), и село вновь включили в его состав. В последний раз в доступных источниках село, как Гаджи-Гасан, встречается на двухкилометровке РККА 1942 года.